# Chinle
Chinle (navaho Chʼínílį́) és una concentració de població designada pel cens dels Estats Units a l'estat d'Arizona. Segons el cens del 2000 tenia 5.366 habitants.

## Demografia
Segons el cens del 2000, Chinle tenia 5.366 habitants, 1.358 habitatges, i 1.076 famílies La densitat de població era de 129,2 habitants/km².
Dels 1.358 habitatges en un 52,8% hi vivien nens de menys de 18 anys, en un 42,6% hi vivien parelles casades, en un 30,4% dones solteres, i en un 20,7% no eren unitats familiars. En el 18,3% dels habitatges hi vivien persones soles el 2,5% de les quals corresponia a persones de 65 anys o més que vivien soles. El nombre mitjà de persones vivint en cada habitatge era de 3,84 i el nombre mitjà de persones que vivien en cada família era de 4,43.
Per edats la població es repartia de la següent manera: un 43,9% tenia menys de 18 anys, un 10,5% entre 18 i 24, un 25,8% entre 25 i 44, un 14,7% de 45 a 60 i un 5,1% 65 anys o més.
L'edat mediana era de 22 anys. Per cada 100 dones de 18 o més anys hi havia 81,9 homes.
La renda mediana per habitatge era de 27.324 $ i la renda mediana per família de 26.182 $. Els homes tenien una renda mediana de 25.321 $ mentre que les dones 22.663 $. La renda per capita de la població era de 8.755 $. Aproximadament el 40,4% de les famílies i el 43,5% de la població estaven per davall del llindar de pobresa.

## Poblacions més properes
El següent diagrama mostra les poblacions més properes.